# Pelonomus obscurus
Pelonomus obscurus är en skalbaggsart som beskrevs av Leconte 1852. Pelonomus obscurus ingår i släktet Pelonomus och familjen öronbaggar.

## Underarter
Arten delas in i följande underarter:
- P. o. obscurus
- P. o. gracilipes